# Ліз Роуз
Елізабет Вагнер Роуз, відома як Ліз Роуз (англ. Elisabeth Wagner Rose; 22 грудня 1968, Даллас, Техас, США) — американська авторка пісень у стилі кантрі. Відома своєю роботою із американською співачкою Тейлор Свіфт. Вона є співавторкою 20 офіційно випущених пісень Свіфт, включаючи сингли «White Horse», «Teardrops on My Guitar» і «You Belong with Me», з якими разом із Свіфт виграла нагороду Греммі у 2010.

## Написані пісні
|                  | Дискографія                                 |                                   |                                                                   |                                                                                      |
| Виконавець       | Альбом                                      | Пісня                             | Співавтор                                                         | Примітки                                                                             |
| Лорен Елейна     | Wildflower (2011)                           | "Like My Mother Does"             | Нейтан Чапман, Nikki Williams                                     |                                                                                      |
| Гарі Аллан       | See If I Care (2003)                        | "Songs About Rain"                | Pat McLaughlin                                                    |                                                                                      |
| Eli Young Band   | Life at Best (2011)                         | "Crazy Girl"                      | Lee Brice                                                         | #1 US Hot Country Songs, #1 Year End Hot Country Songs, 2x Платина                   |
| Eli Young Band   | 10,000 Towns (2014)                         | "Angel Like You"                  | Heather Morgan, Mike Eli                                          |                                                                                      |
| Неллі Фуртаду    | The Ride (2017)                             | "Tap Dancing"                     | Неллі Фуртаду, Natalie Hemby                                      |                                                                                      |
| Джуел            | Perfectly Clear (2008)                      | "Till It Feels Like Cheating"     | Джуел                                                             |                                                                                      |
| Джуел            | Sweet and Wild (2010)                       | "Satisfied"                       | Джуел                                                             |                                                                                      |
| Джил Джонсон     | Flirting with Disaster (2011)               | "Flirting with Disaster"          | Джил Джонсон, Lisa Carver                                         |                                                                                      |
| Джил Джонсон     | Flirting with Disaster (2011)               | "What's a Little Rain"            | Джил Джонсон, Pam Rose                                            |                                                                                      |
| Джил Джонсон     | Flirting with Disaster (2011)               | "In One Piece"                    | Джил Джонсон, Lisa Carver                                         |                                                                                      |
| Джил Джонсон     | Flirting with Disaster (2011)               | "While You're Sleeping"           | Джил Джонсон, Lisa Carver                                         |                                                                                      |
| Джил Джонсон     | Flirting with Disaster (2011)               | "I'm Awake Now"                   | Джил Джонсон, Pam Rose                                            |                                                                                      |
| Джил Джонсон     | Flirting with Disaster (2011)               | "Don't Want to Let You Go"        | Джил Джонсон, Lisa Carver                                         |                                                                                      |
| Джил Джонсон     | Flirting with Disaster (2011)               | "I"m Never Far"                   | Джил Джонсон, Pam Rose                                            |                                                                                      |
| Джил Джонсон     | Flirting with Disaster (2011)               | "When We Had It So Good"          | Джил Джонсон, Pam Rose                                            |                                                                                      |
| Джил Джонсон     | Flirting with Disaster (2011)               | "Roll My Way"                     | Джил Джонсон, Lisa Carver, Pam Rose                               |                                                                                      |
| Джил Джонсон     | Flirting with Disaster (2011)               | "The Sound of Leaving"            | Джил Джонсон, Lisa Carver                                         |                                                                                      |
| Джил Джонсон     | Flirting with Disaster (2011)               | "Used to Think He Was Everything" | Джил Джонсон, Lori McKenna                                        |                                                                                      |
| Джил Джонсон     | Flirting with Disaster (2011)               | "Dreaming Me Away"                | Джил Джонсон, Lisa Carver                                         |                                                                                      |
| Jypsi            | Jypsi (2008)                                | "I Don't Love You Like That"      | Stephanie Chapman                                                 |                                                                                      |
| Little Big Town  | Tornado (2012)                              | "Sober"                           | Гілларі Ліндсі, Lori McKenna                                      |                                                                                      |
| Little Big Town  | Pain Killer (2014)                          | "Tumble and Fall"                 | Karen Fairchild, Kimberly Schlapman, Lori McKenna, Гілларі Ліндсі |                                                                                      |
| Little Big Town  | Pain Killer (2014)                          | "Girl Crush"                      | Lori McKenna, Гілларі Ліндсі                                      | #1 US Hot Country Songs, 2x Платина                                                  |
| Little Big Town  | Pain Killer (2014)                          | "Save Your Sin"                   | Lori McKenna, Гілларі Ліндсі                                      |                                                                                      |
| Мартіна Макбрайд | Shine (2009)                                | "Walk Away"                       | Нейтан Чапман, Jesse Walker                                       |                                                                                      |
| Мартіна Макбрайд | Reckless (2016)                             | "Diamonds" (із Кітом Урбаном)     | Nicolle Galyon, Eric Paslay                                       |                                                                                      |
| Тім Макгро       | Tim McGraw and the Dancehall Doctors (2002) | "All We Ever Find"                | Kim Patton-Johnston                                               |                                                                                      |
| Кайлі Міноуг     | Golden (2018)                               | "Golden"                          | Kylie Minogue, Lindsay Rimes, Steve McEwan                        |                                                                                      |
| Кесседі Поп      | Frame by Frame (2013)                       | "Edge of a Thunderstorm"          | Кесседі Поп, busbee                                               |                                                                                      |
| RaeLynn          | Me                                          | "God Made Girls"                  | RaeLynn, Nicolle Galyon, Lori McKenna                             | #1 Country Digital Songs                                                             |
| Блейк Шелтон     | If I'm Honest (2016)                        | "Every Goodbye                    | busbee, Ryan Hurd                                                 |                                                                                      |
| Тейлор Свіфт     | Taylor Swift (2006)                         | "Tim McGraw                       | Тейлор Свіфт                                                      |                                                                                      |
| Тейлор Свіфт     | Taylor Swift (2006)                         | "Picture to Burn"                 | Тейлор Свіфт                                                      | #3 US Hot Country Songs, 2x Платина                                                  |
| Тейлор Свіфт     | Taylor Swift (2006)                         | "Teardrops on My Guitar"          | Тейлор Свіфт                                                      | #2 US Hot Country Songs, 3x Платина                                                  |
| Тейлор Свіфт     | Taylor Swift (2006)                         | "Cold As You"                     | Тейлор Свіфт                                                      |                                                                                      |
| Тейлор Свіфт     | Taylor Swift (2006)                         | "Tied Together with a Smile"      | Тейлор Свіфт                                                      |                                                                                      |
| Тейлор Свіфт     | Taylor Swift (2006)                         | "Stay Beautiful"                  | Тейлор Свіфт                                                      |                                                                                      |
| Тейлор Свіфт     | Taylor Swift (2006)                         | "Mary's Song (Oh My My My)"       | Тейлор Свіфт, Brian Maher                                         |                                                                                      |
| Тейлор Свіфт     | Fearless (2008)                             | "Fearless"                        | Тейлор Свіфт, Гілларі Ліндсі                                      | Платина                                                                              |
| Тейлор Свіфт     | Fearless (2008)                             | "White Horse"                     | Taylor Swift                                                      | #2 US Hot Country Songs, 2x Платина                                                  |
| Тейлор Свіфт     | Fearless (2008)                             | "You Belong with Me"              | Тейлор Свіфт                                                      | #2 Billboard Hot 100, #1 US Adult Contemporary, #1 US, Hot Country Songs, 7x Платина |
| Тейлор Свіфт     | Fearless (2008)                             | "Tell Me Why"                     | Тейлор Свіфт                                                      |                                                                                      |
| Тейлор Свіфт     | Fearless (2008)                             | "Come in with the Rain"           | Тейлор Свіфт                                                      |                                                                                      |
| Тейлор Свіфт     | Fearless (2008)                             | "Superstar"                       | Тейлор Свіфт                                                      |                                                                                      |
| Тейлор Свіфт     | Red (2012)                                  | "All Too Well"                    | Тейлор Свіфт                                                      |                                                                                      |
| Керрі Андервуд   | Cry Pretty (2018)                           | "Cry Pretty"                      | Керрі Андервуд, Гілларі Ліндсі, Lori McKenna                      |                                                                                      |
| Лі Енн Вумек     | Greatest Hits (2004)                        | "The Wrong Girl"                  | Pat McLaughlin                                                    |                                                                                      |

## Нагороди та номінації
| Рік  | Нагорода                  | Категорія                              | Предмет номінації                              | Результат |
| ---- | ------------------------- | -------------------------------------- | ---------------------------------------------- | --------- |
| 2010 | Grammy Awards             | Премія «Греммі» за найкращу пісню року | You Belong With Me (із Тейлор Свіфт)           | Номінація |
| 2010 | Grammy Awards             | Best Country Song                      | White Horse (із Тейлор Свіфт)                  | Перемога  |
| 2015 | Country Music Association | Song of The Year                       | Girl Crush (із Lori McKenna та Гілларі Ліндсі) | Перемога  |
| 2016 | Grammy Awards             | Song of The Year                       | Girl Crush (із Lori McKenna та Гілларі Ліндсі) | Номінація |
| 2016 | Grammy Awards             | Best Country Song                      | Girl Crush (із Lori McKenna та Гілларі Ліндсі) | Перемога  |
| 2016 | Academy of Country Music  | Song of the Year                       | Girl Crush (із Lori McKenna та Гілларі Ліндсі) | Номінація |